# Gypsy Punks: Underdog World Strike
Gypsy Punks: Underdog World Strike è un album dei Gogol Bordello del 2005.

## Tracce
Testi di Eugene Hütz. Musica di Eugene Hütz/Gogol Bordello
1. Sally - 3:02
2. I Would Never Wanna Be Young Again - 3:46
3. Not a Crime - 4:31
4. Immigrant Punk - 3:45
5. 60 Revolutions - 2:58
6. Avenue B - 3:07
7. Dogs Were Barking - 4:53
8. Oh No - 2:59
9. Start Wearing Purple - 3:42
10. Think Locally, Fuck Globally - 4:23
11. Underdog World Strike - 5:24
12. Illumination - 3:52
13. Santa Marinella - 5:28
14. Undestructable - 4:53
15. Mishto! - 6:51

## Formazione
- Eugene Hütz – voce, chitarra, percussioni
- Sergey Ryabtsev – violino, voce
- Yuri Lemeshev – fisarmonica, voce
- Oren Kaplan – chitarra elettrica, voce
- Rea Mochiach – basso, percussioni, voce
- Eliot Ferguson – batteria, voce
- Pamela Jintana Racine – percussioni, voce
- Elizabeth Sun – percussioni, voce

## Singoli[1]
- Start Wearing Purple/Sally - 27 febbraio 2006[2]
- Not a Crime - 28 agosto 2006[3]